# Ptetica
Ptetica is een geslacht van rechtvleugeligen uit de familie veldsprinkhanen (Acrididae). De wetenschappelijke naam van dit geslacht is voor het eerst geldig gepubliceerd in 1884 door Saussure.

## Soorten
Het geslacht Ptetica  is monotypisch en omvat slechts de volgende soort:
- Ptetica cristulata (Saussure, 1884)